# Sint-Josephstraat (Tilburg)

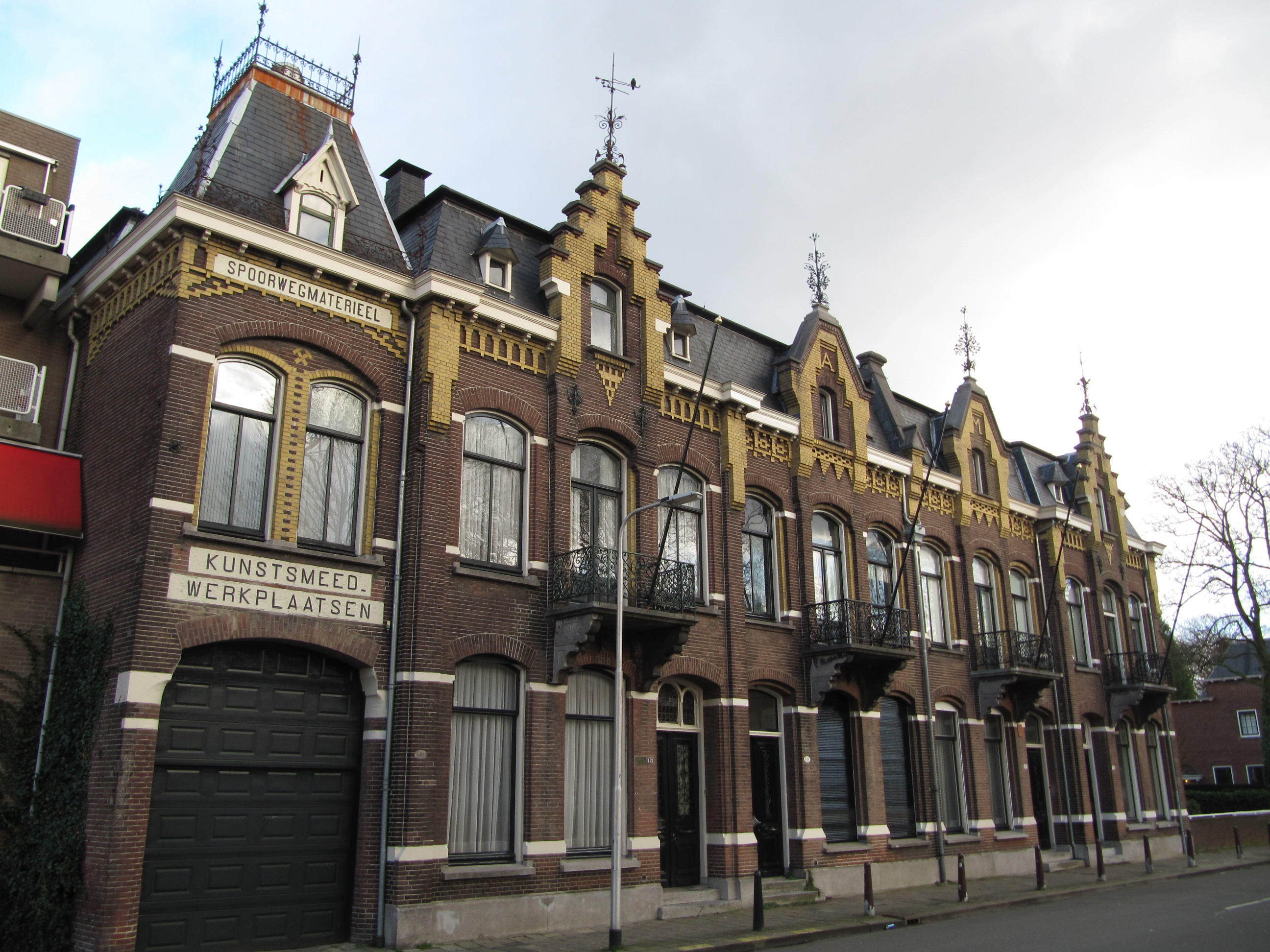
Een van de rijksmonumenten in de straat

De Sint-Josephstraat is een straat in Tilburg.
De Sint-Josephstraat ligt in het centrum van de stad, noordelijk van de Piushaven en westelijk van het Wilhelminakanaal. De straat ligt in de wijk Koningshaven in Oud-Zuid en kenmerkt zich door een mix van huizen in de 'jaren 50 stijl' met modernere woningen. Daarnaast zijn er diverse winkels.
De Sint-Josephstraat is een van de oudste straten in Tilburg, met huizen van circa 110 jaar oud. Vroeger woonden er in de straat veel eigenaren van nabijgelegen textielfabrieken. Ook was er een ijzerwerkplek van de Nederlandse Spoorwegen. In de jaren 50 kwam er een flat voor de zusters van het achtergelegen Elizabethziekenhuis.
De Sint-Josephstraat maakte vroeger deel uit van de oude verbindingsweg (lijn) Korte Heuvel - Sint-Josephstraat - Oisterwijksebaan tussen Tilburg en 's-Hertogenbosch. Bij de realisatie van de Bosscheweg in 1827 verloor het een belangrijk deel van die interstedelijke functie. Daarna was de lijn nog lang een belangrijke stadsader met aftakkingen naar andere Tilburgse nederzettingen en de omliggende dorpen. In tegenstelling tot andere straten van de lijn heeft de Sint-Josephstraat zijn belang als weg niet geheel afgestaan. Het is nog steeds een belangrijke verkeersader tussen de Armhoefse Akkers en het stadscentrum.
Noord-Brabant: Steden en dorpen      Nederland: Provincies · Gemeenten